# Castello di Rontana
Il castello di Rontana è un castello in rovina e un sito archeologico che sorge sul Monte di Rontana nel territorio del comune di Brisighella, in provincia di Ravenna.

## Descrizione
Del complesso edilizio sono ancora ben visibili i resti del torrione ovest, le mura di cinta e il cortile della rocca, costruito sopra una grande cisterna anticamente impiegata per raccogliere le acque piovane, essendo la disponibilità idrica uno dei più importanti problemi per chi viveva sulla Vena del Gesso. Gli scavi, condotti negli ultimi anni dall'Università di Bologna in collaborazione con il Parco Regionale della Vena del Gesso Romagnola, hanno permesso di scoprire la presenza di un importante villaggio fortificato, sul pianoro attorno alla Rocca, con abitazioni, una pieve, un cimitero e una zona artigianale e hanno restituito numerosi e preziosi reperti, tra cui alcune decine di maioliche faentine del XIII-XVI secolo, ritrovate sul fondo del pozzo.

## Storia

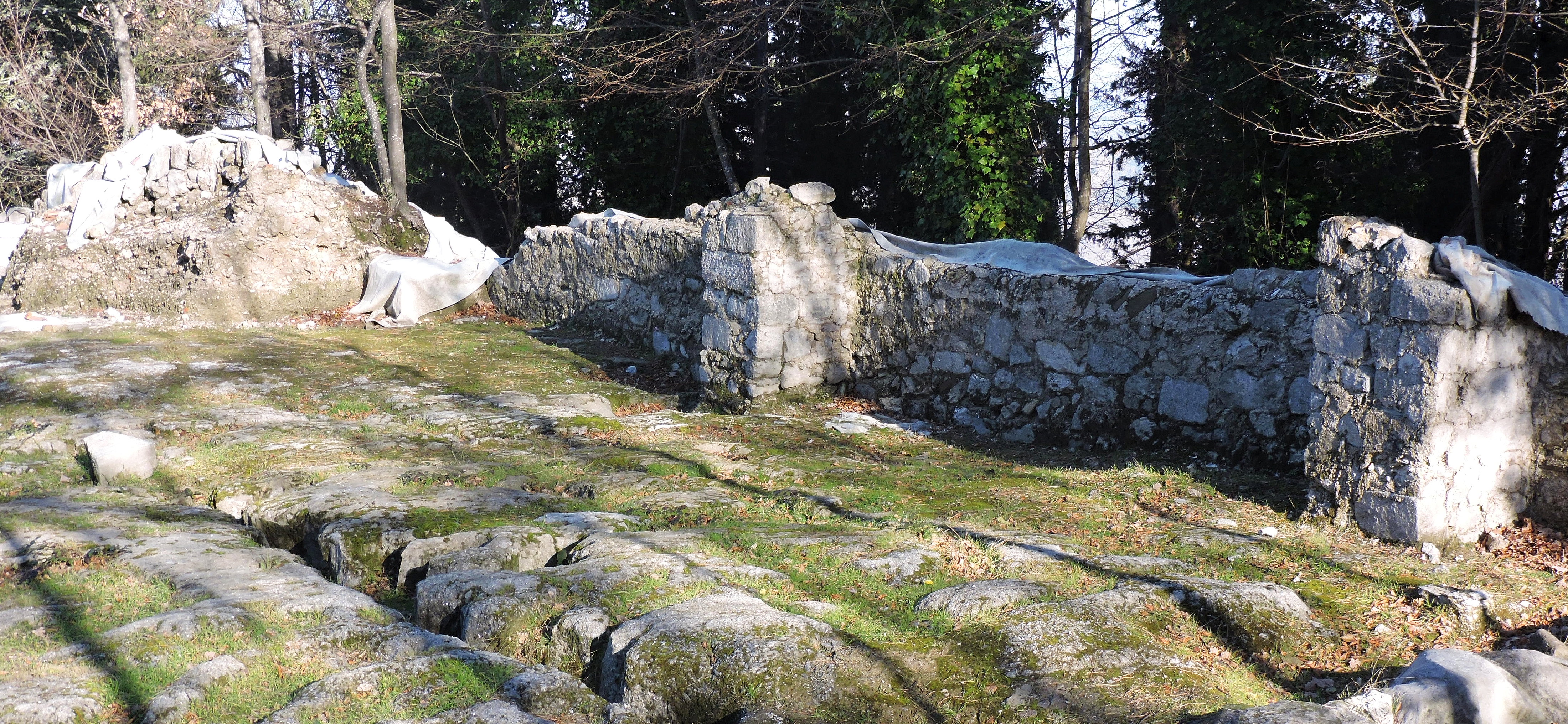
Rovine ai piedi della parte centrale del castello

Le prime attestazioni del castello di Rontana sono anteriori all'anno Mille: viene, infatti, ricordato per la prima volta nel 973 con proprietario Ugone di Rontana. Successivamente nel 1201 fu espugnato dai forlivesi per tornare dopo otto anni nuovamente in mano ai faentini; nel 1291 fu dei Manfredi. Il sito fu modificato e ampliato a più riprese da diverse signorie locali, in particolar modo da Maghinardo Pagani di Susinana, che nel 1292 riedificò il castello, precedentemente distrutto, curando anche la ricostruzione della pieve.
Nel corso dei secoli successivi passò più volte di mano: nel 1310 fu venduto dai Fantolini al Manfredi, dal 1361 fu sotto l'alterno controllo dei Manfredi e della Santa Sede. Nel 1405 fu effettuato un restauro da parte di Astorgio Manfredi. Otto anni dopo se ne impossessò nuovamente il Papa che lo diede ai Manfredi di Marradi; ritornò di nuovo ai faentini che vi rimasero fino al 1500, quando venne espugnato da Dionigi Naldi per conto di Cesare Borgia. Nel 1506 fu dei Veneziani, poi tornò alla Santa Sede. Nel 1591 venne distrutto dalle milizie pontificie inviate da papa Gregorio XIV allo scopo di sgominare un gruppo di banditi arroccati nel castello. Il castello da allora non venne più riedificato.